# Niels Juul

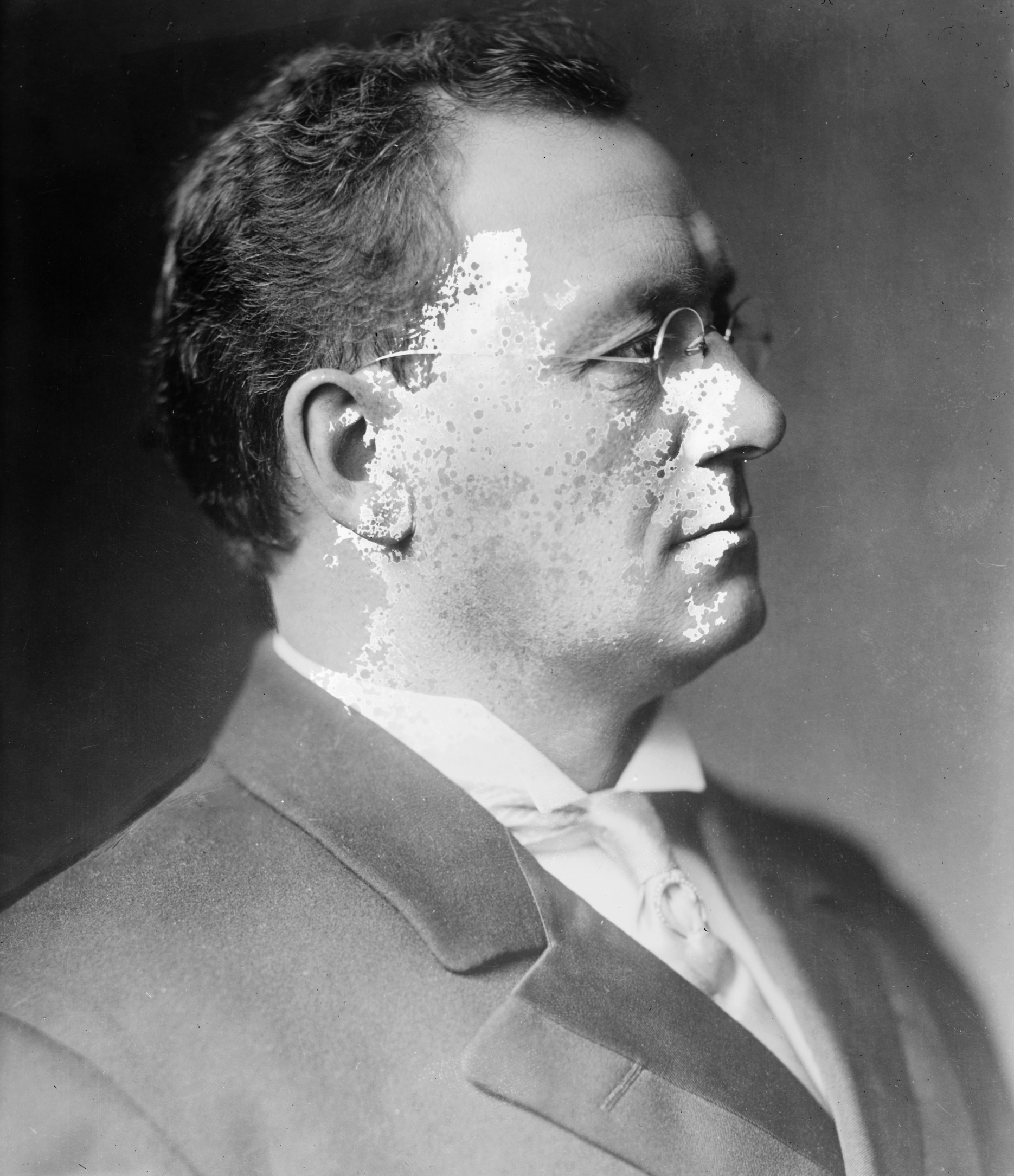
Niels Juul

Niels Juul (* 27. April 1859 in Randers, Dänemark; † 4. Dezember 1929 in Chicago, Illinois) war ein US-amerikanischer Politiker. Zwischen 1917 und 1921 vertrat er den Bundesstaat Illinois im US-Repräsentantenhaus.

## Werdegang
Niels Juul besuchte die öffentlichen Schulen seiner dänischen Heimat. Im Jahr 1880 kam er nach Chicago, wo er im Verlagswesen tätig wurde. Nach einem anschließenden Jurastudium und seiner 1899 erfolgten Zulassung als Rechtsanwalt begann er in Chicago in diesem Beruf zu arbeiten. Gleichzeitig schlug er als Mitglied der Republikanischen Partei eine politische Laufbahn ein. Zwischen 1898 und 1914 gehörte er dem Senat von Illinois an. Von 1907 bis 1911 war er auch stellvertretender Staatsanwalt.
Bei den Kongresswahlen des Jahres 1916 wurde Juul im siebten Wahlbezirk von Illinois in das US-Repräsentantenhaus in Washington, D.C. gewählt, wo er am 4. März 1917 die Nachfolge des Demokraten Frank Buchanan antrat. Nach einer Wiederwahl konnte er bis zum 3. März 1921 zwei Legislaturperioden im Kongress absolvieren. In seine Zeit im Kongress fiel der Erste Weltkrieg. Außerdem wurden in den Jahren 1919 und 1920 der 18. und der 19. Verfassungszusatz ratifiziert. Im Jahr 1920 wurde er von seiner Partei nicht mehr zur Wiederwahl nominiert.
In den Jahren 1921 und 1922 war Niels Juul Leiter der Zollbehörde im Hafen von Chicago. Danach praktizierte er wieder als Anwalt. Er starb am 4. Dezember 1929 in Chicago.